# Wildpark Mainz-Gonsenheim

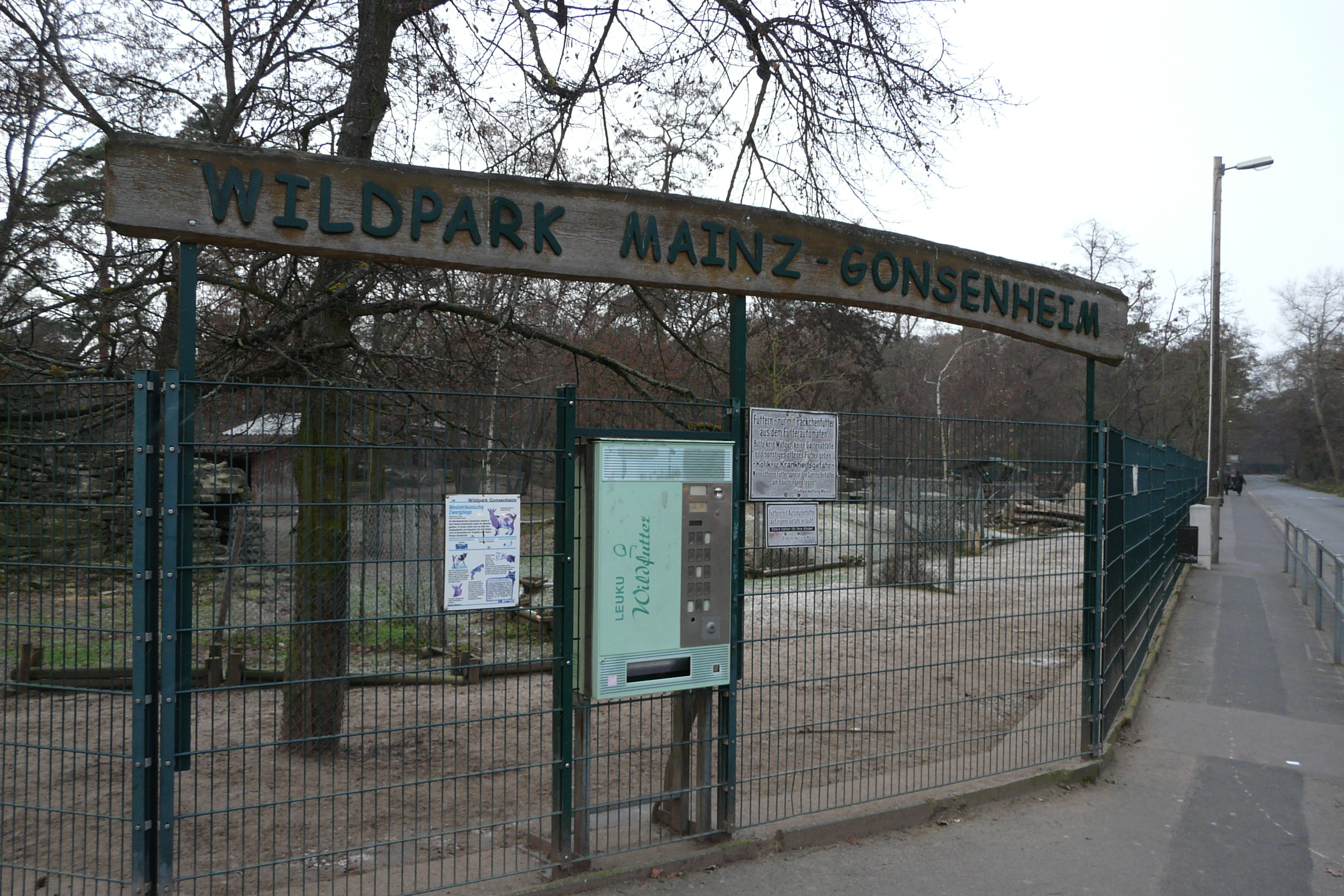
Eingangsbereich zum Wildpark Mainz-Gonsenheim

Der Wildpark Mainz-Gonsenheim ist ein Wildpark im Mainzer Stadtteil Gonsenheim in unmittelbarer Nähe zum Naturschutzgebiet Lennebergwald. Der Park ist zwar nur gut drei Hektar groß, hat aber für die Stadt eine große Bedeutung als Naherholungsgebiet. Nach Angaben der Stadt Mainz wird er von mehreren hunderttausend Menschen im Jahr besucht.

## Tierbestand

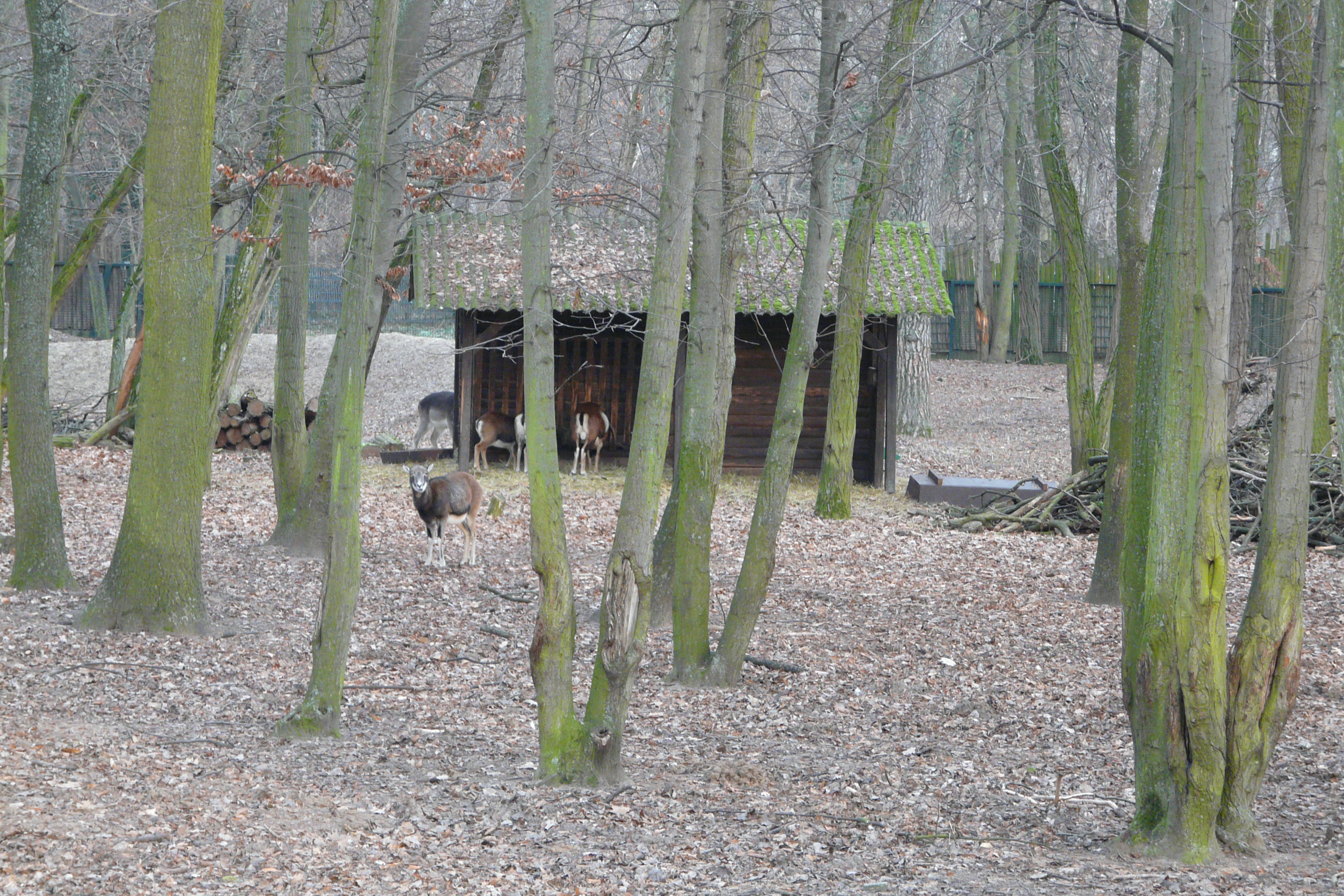
Gehege mit Damhirschen im Wildpark Mainz-Gonsenheim

In dem Wildpark werden vor allem Rot-, Dam- und Muffelwild sowie Wildschweine in Großgehegen gehalten. Außerdem sind in ihm Westafrikanische Zwergziegen, Hängebauchschweine, Wildkatzen und Waschbären sowie Entenvögel, Eulen und Fasane zu sehen. In einem eigens für Kinder eingerichteten so genannten „Mini-Zoo“ werden Kaninchen und Meerschweinchen gehalten. Zum Wildpark gehört auch eine Vogelauffangstation, in der kranke oder verletzte Wildvögel gepflegt werden. Der Tierbestand umfasst etwa 20 Arten mit rund 100 Tieren.
Der Wildpark Mainz-Gonsenheim ist komplett eingezäunt und die Gehege sind nur über außen entlang führende Gehwege einsehbar. Der Eintritt ist kostenlos, die Tiere können gegen Entgelt mit speziellem Automatenfutter gefüttert werden.

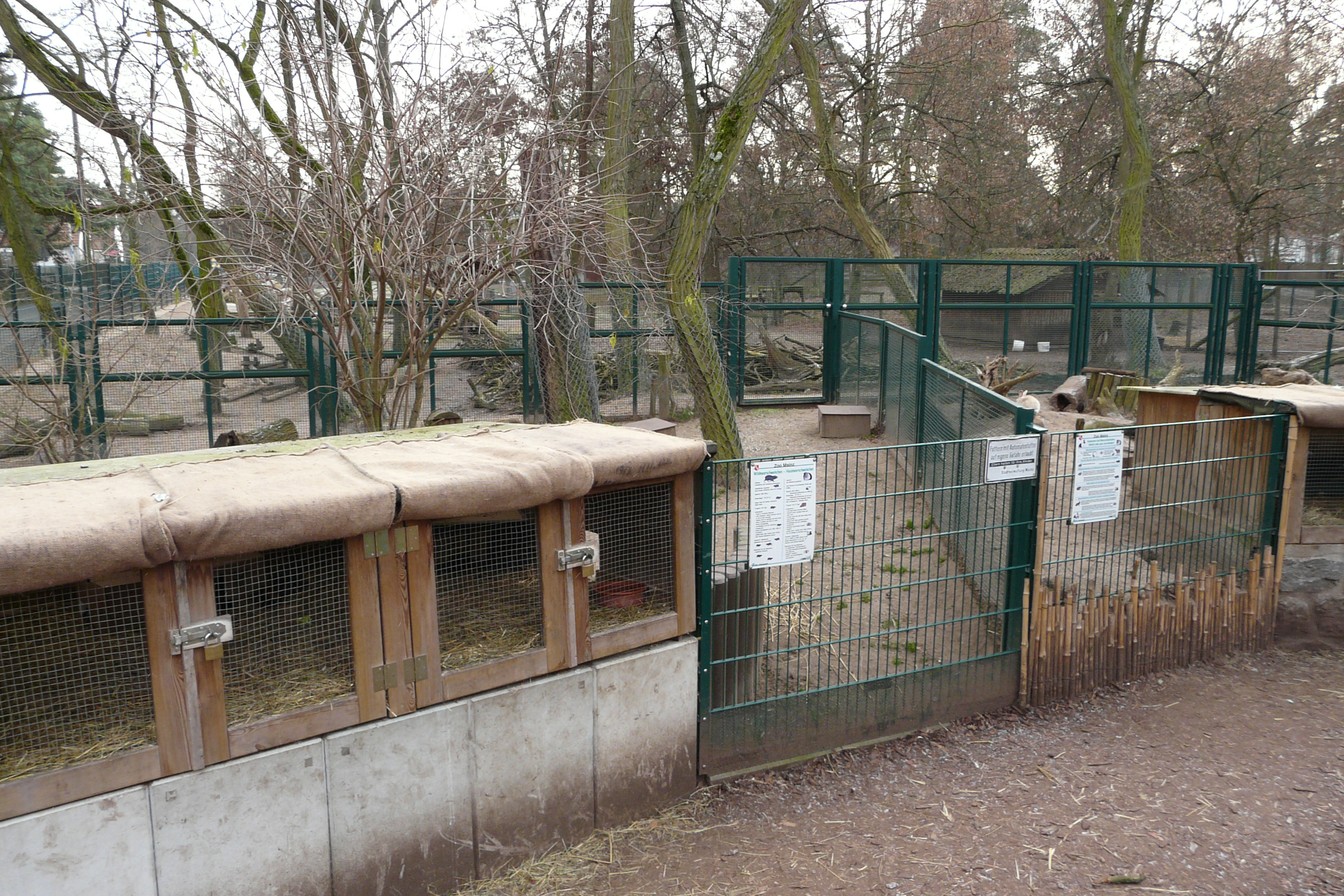
„Mini-Zoo“ für Kinder im Wildpark Mainz-Gonsenheim

## Geschichte
Der Wildpark wurde in den 1950er Jahren von der Jägerschaft Gonsenheim gegründet und beherbergte zunächst nur Rot-, Dam- und Muffelwild sowie Wildschweine. Später wurde er von der Stadt Mainz übernommen und der Tierbestand seit den 1970er Jahren immer mehr erweitert.
Nachdem die gesamte Anlage im Laufe der Jahre unansehnlich geworden war, wurde ab 2001 schrittweise mit der Umgestaltung nach tierhalterischen und ökologischen Gesichtspunkten begonnen. So wurden die Gehege seither naturnaher gestaltet und Sichtschutze installiert. 2002 wurde der Förderverein Wildpark Mainz-Gonsenheim e.V. gegründet, der die Modernisierung des Wildparks unterstützt. 2006 entstand ein so genannter „Mini-Zoo“ für Kinder mit Kaninchen- und Meerschweinchengehegen.
Die Zukunft des Wildparks ist ungewiss. Zum einen gibt es Pläne, die Anlage zu erweitern. Zum anderen wird aber auch diskutiert, den Park wegen seiner hohen Kosten und der schlechten Finanzlage der Stadt zu schließen.
Der Wildpark Mainz-Gonsenheim ist Mitglied im Deutschen Wildgehege Verband.